# Massacro di Meja
 Il massacro di Meja (in albanese Masakra e Mejës) fu l'esecuzione di massa di 372 civili albanesi del Kosovo, maschi e tra i 16 e i 60 anni, commessa dalla polizia serba e dalle forze dell'esercito jugoslavo come atto di rappresaglia per l'uccisione di sei poliziotti serbi da parte dell'Esercito di liberazione del Kosovo (KLA). Le esecuzioni si verificarono il 27 aprile 1999 nel villaggio di Meja vicino alla città di Gjakova, durante la guerra del Kosovo. Gli uomini vennero prelevati da convogli di rifugiati a un posto di blocco a Meja e alle loro famiglie venne ordinato di recarsi in Albania. Uomini e ragazzi vennero separati e poi giustiziati lungo la strada. Il massacro è considerato il più grande tra quelli avvenuti durante la guerra del Kosovo.

## Precedenti
Meja è un piccolo villaggio cattolico del Kosovo, situato a pochi chilometri a nord-ovest della città di Gjakova. Il 21 aprile, una settimana prima del massacro, l'Esercito di liberazione del Kosovo (KLA) aveva teso un'imboscata a un veicolo della polizia serba vicino al centro di Meja, uccidendo cinque poliziotti e un ufficiale. Un abitante del villaggio di Meja dichiarò ai ricercatori di Human Rights Watch: "I cinque poliziotti sono stati uccisi in un'auto, una Opel Ascona marrone. Sono venuti da noi pochi minuti prima di essere uccisi, chiedendo: "dov'è l'UCK?" Se ne sono andati e poi abbiamo sentito il bazooka". Uno degli agenti uccisi fu il comandante della polizia Milutin Prašević, il capo di un'unità che, secondo alcune testimonianze, effettuò la pulizia etnica degli albanesi nell'area. L'attacco a Prašević è elencato come un probabile motivo delle sparatorie di massa che seguirono.

## Espulsione
La mattina del 27 aprile, le forze governative jugoslave attaccarono senza preavviso il villaggio di Meja, bombardando e bruciando case. Unità di polizia serbe penetrarono nel villaggio e condussero i residenti vicino alla scuola. Tra i 100 e i 150 uomini di età compresa tra i quindici e i cinquanta anni vennero portati via dalla folla di abitanti del villaggio. Successivamente vennero divisi in gruppi di venti e uccisi a colpi d'arma da fuoco con colpi di arma automatica "controllati" alla testa. Allo stesso tempo, la mattina presto del 27 aprile, la polizia speciale, insieme all'esercito jugoslavo, effettuò sistematicamente l'espulsione degli albanesi del Kosovo dalla zona tra Gjakova e Junik, vicino al confine con l'Albania. A partire dalle 06:00, le forze di sicurezza cacciarono i residenti dei villaggi di Pacaj, Nivokaz, Dobroš, Šeremet, Jahoc, Ponoshec, Racaj, Ramoc e Madanaj, nonché i residenti del quartiere Gjakova di Orize. Le forze governative circondarono i villaggi, radunarono i residenti e li guidarono lungo la strada attraverso Gjakova, alcuni guidando su rimorchi di trattori, altri a piedi. Molti villaggi sono stati sistematicamente bruciati. Secondo i testimoni, i lanciafiamme venivano usati anche durante gli incendi delle case.

Una ragazza di diciannove anni originaria di Orize, il cui padre verrà rapito il giorno successivo a Meja, disse ai ricercatori di Human Rights Watch: 
L'ordine di andarsene è arrivato alle 5:00. La polizia è venuta alla porta. Hanno bussato e hanno detto: "Esci di casa perché la bruceremo". Sono dovuto partire immediatamente con mia madre, mio padre e mio fratello quindicenne.
La gente del posto da tutta l'area venne costretta ad andare verso Meja. I poliziotti serbi allestirono un posto di blocco a Meja dove aspettavano i profughi dei villaggi circostanti. Molti agenti di polizia indossavano maschere nere "fantasma". Al posto di blocco, poliziotti e soldati saccheggiarono sistematicamente gli abitanti del villaggio espulsi. Molti rifugiati vennero picchiati dalla polizia e minacciati di morte se si fossero rifiutati di consegnare denaro e oggetti di valore. Una donna di 36 anni ha dichiarato: 
Quando siamo arrivati a Meja, i serbi ci hanno fermato; volevano soldi e gioielli. Hanno minacciato i miei figli, anche il mio bambino. Avevano la barba e indossavano maschere. Hanno preso le nostre collane, anelli, orecchini, documenti d'identità, persino le nostre borse con i vestiti. Hanno preso tutto. Hanno gettato i nostri vestiti tra i cespugli. Ci hanno parlato duramente e hanno schiaffeggiato una donna.
A seguito dei raid, le forze di sicurezza separarono gli uomini dalle colonne. Un uomo di diciannove anni che era arrivato a Meja tra le 10:00 e le 11:00 ora locale dichiarò: 
Loro [la polizia e l'esercito] hanno fermato i trattori e hanno iniziato a colpire le persone con pezzi di legno e hanno rotto i finestrini dei trattori. Gli uomini furono fermati e portati via, un centinaio di uomini, in un campo vicino alla strada. La polizia ci ha gridato di continuare a muoverci, così abbiamo lasciato i cento uomini e non sappiamo cosa sia successo loro.
I rifugiati che viaggiarono attraverso Meja quel giorno hanno confermato che gli agenti di polizia sequestrarono uomini di età compresa tra i quattordici e i sessant'anni dai loro convogli. Una donna disse che suo marito venne rimosso dalla sua roulotte e unito ad un gruppo di albanesi in piedi lungo la strada, dove gli fecero gridare: "Lunga vita alla Serbia! Lunga vita a Milošević!". Un altro testimone vide l'auto che trainò il padre quarantenne e lo tenne con un gruppo di altri 300 uomini circa che erano stati separati dal convoglio e picchiati nel canale a lato della strada.

I rifugiati che passarono da Meja tra mezzogiorno e le 15:00 riferirono di aver visto un numero di uomini che erano stati arrestati dalla polizia, anche centinaia. Un testimone (38), un insegnante che passò da Meja alle 23:00, disse ai ricercatori di Human Rights Watch: 
Ho visto una grande folla di persone separate dalle loro famiglie: vecchi e giovani. Penso che fossero più di 250. Erano inginocchiati a terra... lungo la strada in un piccolo bosco sul fianco di una collina a circa venti o trenta metri dalla strada. Erano nel centro del villaggio.
Un altro testimone che i ricercatori di HRW intervistarono separatamente, raccontò una storia simile, aggiungendo che un gruppo di uomini era inginocchiato con le mani dietro la schiena, circondato da soldati.
I ricercatori di Human Rights Watch, che nella prima mattinata del 28 aprile attendevano i rifugiati dal Kosovo al valico di frontiera Morina, videro trattori con rimorchi che trasportavano solo donne, bambini e anziani. Ray Wilkinson, portavoce dell'UNHCR a Kukes, che ha incontrato i profughi al confine, disse che il 28 aprile una sessantina di trattori erano entrati in Albania e che sei delle sette persone hanno affermato che alcuni uomini sono stati prelevati dai loro veicoli.

## Esecuzioni
I ricercatori di Human Rights Watch seppero del massacro la mattina presto del 28 aprile, quando i rifugiati del Kosovo entrarono in Albania attraverso il valico di confine della Morina. I profughi arrivati durante la giornata riferirono di aver visto uomini allineati lungo la strada a Meja. I profughi arrivati la sera e il giorno successivo affermarono di aver visto un gran numero di cadaveri sul ciglio della strada nel villaggio, così come i profughi che erano passati attraverso Meja intorno a mezzogiorno. Una ragazza di diciotto anni che era passata da Meja all'epoca dichiarò di aver visto quindici cadaveri sul lato destro della strada: 
La strada era ricoperta di sangue. Sul lato destro c'erano quindici uomini. Li ho contati. Erano sdraiati a faccia in giù, il sangue era in giro e non si muovevano.
Un uomo di diciotto anni e una donna di diciannove anni, che i ricercatori di Human Rights Watch hanno intervistato insieme, dichiararono di aver attraversato Meja intorno alle 18:30 e di aver visto un grande mucchio di corpi a tre metri dalla strada nel centro di il villaggio, sulla destra. I corpi, ammucchiati in un mucchio, occupavano un'area di circa 12 metri per 6 e il mucchio era alto circa un metro e mezzo. I testimoni hanno detto che erano spaventati e che la polizia gli mise fretta, il che ha impedito loro di contare attentamente i corpi ma che ha stimato che fossero circa 300. La ragazza ha dichiarato: 
Abbiamo visto molto sangue. Eravamo sotto shock, traumatizzati. C'erano una ventina di giovani allineati ordinatamente in fila, a faccia in giù, con le mani legate dietro la testa. I serbi dissero: "Guarda cosa abbiamo fatto a questi uomini, ora dacci i tuoi soldi". Era nel centro di Meja. I corpi erano a circa quattro metri dalla strada, dietro alcuni cespugli spinosi. Ho visto alcuni uomini che erano morti accovacciati; altre persone ci hanno detto che gli era stato tolto del sangue.
Nel pomeriggio del 27 aprile, quando membri della polizia e dell'esercito jugoslavo fermarono il secondo convoglio al posto di blocco vicino a Meja, il testimone vide circa 200 corpi che giacevano sulla strada. I membri della polizia e dell'esercito jugoslavo di questo convoglio di profughi presero sette uomini da Ramoc e ordinarono al resto della colonna di andare avanti. Pochi minuti dopo sentirono degli spari. L'altro testimone disse che otto persone erano cadute in un canale.

## Vittime
Secondo i registri del Comitato internazionale della Croce Rossa, 282 uomini sarebbero stati rapiti a Meja e non erano stati trovati dopo la guerra. Il numero esatto di coloro che sono stati uccisi non è noto, ma si stima che il numero di uomini uccisi sia stato di circa 300, principalmente di età compresa tra i 14 e i 60 anni.
Dopo gli omicidi, solo pochi corpi sono stati recuperati. Alcuni dei cadaveri vennero raccolti dagli spazzini. Il capo dell'impresa di pulizie municipale "Çabrati", Faton Polloshka, disse che i lavoratori municipali avevano rimosso circa 30 cadaveri da Meja, anche se si ritiene che molti altri siano morti.
I ricercatori di Human Rights Watch hanno visitato Meja il 15 giugno dopo che le forze della NATO entrarono in Kosovo e videro i resti di diversi uomini in stato di degrado, documenti bruciati, effetti personali delle vittime e proiettili vuoti. I cadaveri erano ai margini di un campo, vicino alla strada che attraversa Meja. Un corpo intatto e la parte superiore dell'altro erano sul bordo della vallata vicino al campo, a una decina di metri lungo il percorso. Altri due corpi si trovavano a pochi metri di distanza nella valle e la metà inferiore del secondo corpo in un campo vicino alla valle. Tutti i corpi erano in una fase avanzata di decomposizione. Le ossa di alcuni cadaveri erano rotte e sembrava che nessuno dei cadaveri avesse la testa. Pezzi di un teschio sono stati trovati vicino a uno dei corpi. Il campo aveva bruciato documenti e oggetti personali - portasigarette, chiavi e foto di famiglia - che sembrano appartenere ai morti. I proiettili usati erano sparsi in giro. Nel piccolo cimitero cattolico c'erano i resti sepolti di quattro uomini del villaggio morti nel massacro.
Dopo la caduta di Slobodan Milošević, è stato rivelato che i corpi dei civili albanesi uccisi a Meja e Suhareka sotto l'organizzazione del ministero degli Interni jugoslavo erano stati trasportati su camion a un centro di addestramento dell'Unità speciale antiterrorismo serbo a Batajnica, vicino a Belgrado e sepolto in fosse comuni.

## Indagini
I testimoni intervistati dai ricercatori di Human Rights Watch hanno identificato alcuni poliziotti serbi che si trovavano a Meja il 27 aprile, ma non hanno visto nessuno di questi agenti commettere il crimine. Tre persone hanno affermato di aver visto il giorno del massacro a un posto di blocco un poliziotto serbo chiamato “Stari”, per il quale uno dei testimoni pensa che si chiami Milutin. Un residente del vicino villaggio di Koronica ha detto che Stari, il cui nome è Milutin Novaković, era un poliziotto in servizio in quella zona. Un testimone ha identificato un altro poliziotto chiamato "Guta", un comandante della polizia nel villaggio di Ponoshec, che ha affermato di essere a Meja quando il crimine è stato commesso.
Secondo la testimonianza del militare dell'esercito jugoslavo Nikë Peraj all'ICTY, il rapporto militare che aveva visto indicava che "68 terroristi sono stati uccisi a Meja e 74 a Korenica". Sottolinea che "terrorista" è stato usato come termine per la popolazione albanese e che nessuno dei cadaveri che aveva visto era di soldati.
Durante le indagini del dopoguerra in Serbia, almeno 287 corpi di persone che all'epoca erano scomparse da Meja e dalle aree circostanti furono scoperti in fosse comuni a Batajnica, vicino a Belgrado. Il 1º agosto 2003, i resti di 43 furono restituiti e sepolti a Meja. I corpi di altri 21 albanesi i cui corpi erano stati restituiti al Kosovo sono stati sepolti a Meja il 26 agosto 2005. A marzo 2008, i resti di 345 vittime del massacro sono stati identificati e riportati in Kosovo e 32 rimanevano dispersi.

## Accuse penali
EULEX ha iniziato le sue indagini sul massacro nel 2013. Ha rilasciato accuse penali contro 17 serbi di Gjakova per il massacro. Un altro degli accusati, Marjan Abazi, un cattolico albanese di Ramoc, è stato arrestato in Montenegro e poi si è suicidato nell'agosto 2014.